# 海切尔山口

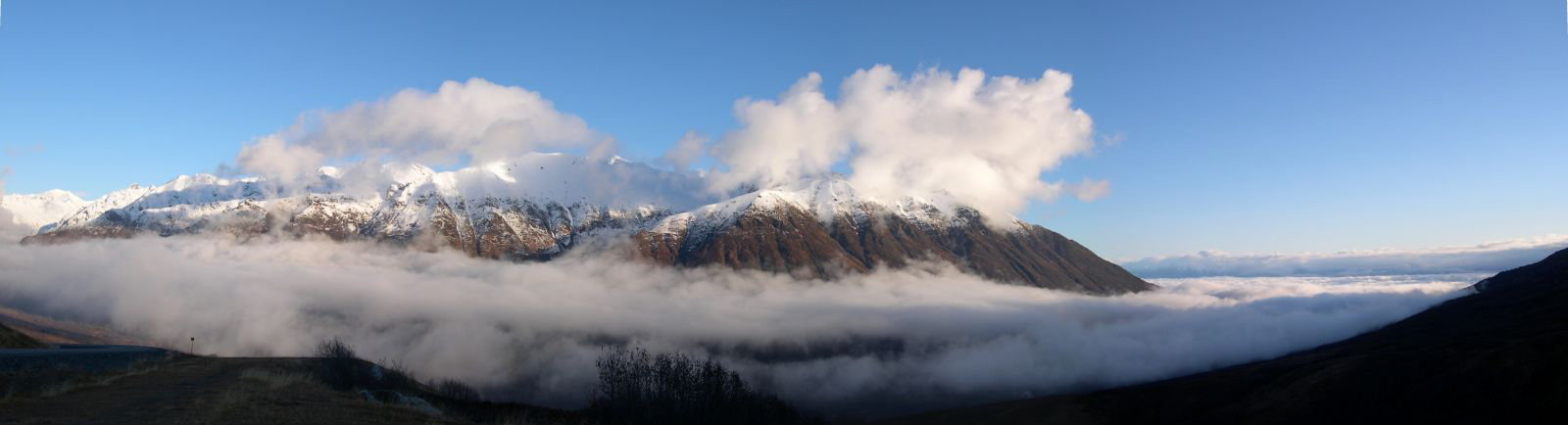
从阿拉斯加海切尔山口看群山

海切尔山口（Hatcher Pass）是阿拉斯加塔尔基特纳山脉（Talkeetna）的一个山口，海拔1148米。最近的社区为南面约12英里（19）的帕默（Palmer）和西面约26英里（42）的威洛（Willow）。两个社区的海拔均为约250英尺。

## 概况

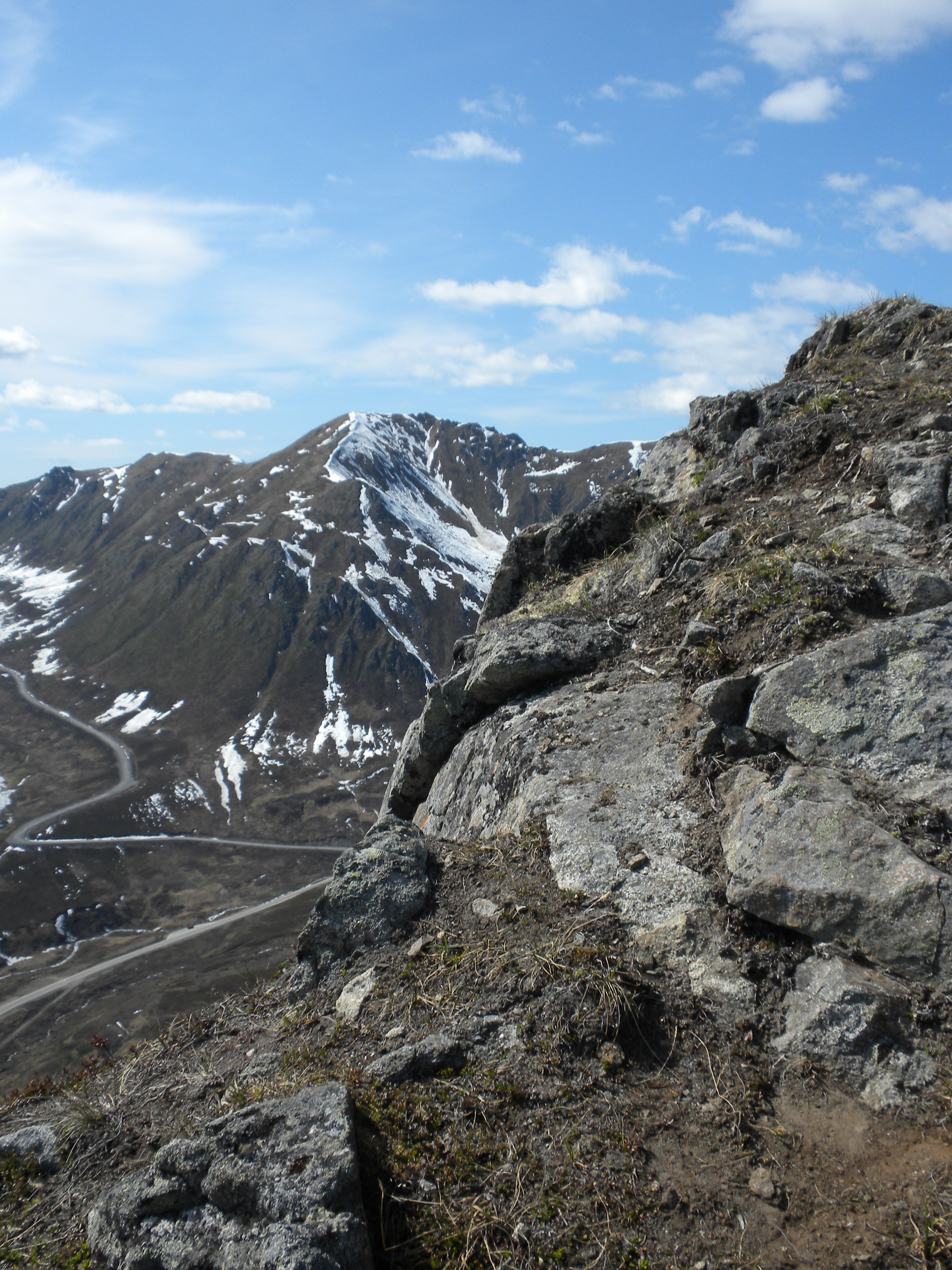

从西面的威洛小溪山谷沿着一条道路蜿蜒到达40英里上方的海切尔山口。山口两侧的路没有铺设柏油，通常从9月底到7月关闭。尽管车辆交通被关闭，这段路在冬季和春季有很多雪地机器和滑雪者通行。
尽管直到1930年代在塔尔基特纳山脉西部有印第安人捕猎驯鹿，羊，驼鹿，然而该地区没有已知的原住民定居点。在地区人类的活动和翻过山口的道路基本上完全由于金矿。

## 滑雪
该地区为滑雪胜地。历史照片显示矿工在滑雪娱乐。1930年代，安克雷奇滑雪者们乘巴士来到鱼钩酒店使用那里的上山缆索。只有几个小缆索中的一个运行到了1960年代，如今只能看到一些痕迹了。
该山口是该州道路可达的滑雪地区中最受欢迎的一个。秋季该地区是阿拉斯加第一个雪量达到可以滑雪水平且交通方便的地方。滑雪季节通常从9月末一直延续到次年4月。
海切尔山口管理区内大片地区禁止使用雪地汽车。在该区域有一些小屋，一条小路连接山口和这些小屋。
多年来很多建立一个现代的滑雪的设想被提出来。2005年，Mat-Su区的电网延伸到这里，并建立了一条捷径到达设想的滑雪基地的位置。

## 矿业
海切尔山口位于威洛小溪矿区。累计有超过500,000盎司的金子从这个地区生产出来。